# Chmielnik-Kolonia
Chmielnik-Kolonia – wieś w Polsce położona w województwie lubelskim, w powiecie lubelskim, w gminie Bełżyce.
| SIMC    | Nazwa            | Rodzaj    |
| ------- | ---------------- | --------- |
| 0378520 | Kolonia Druga    | część wsi |
| 0378537 | Kolonia Pierwsza | część wsi |
| 0378543 | Kukawka          | część wsi |
| 0378550 | Olszynki         | część wsi |

W latach 1975–1998 miejscowość administracyjnie należała do województwa lubelskiego.
Na terenie wsi utworzono dwa sołectwa Chmielnik-Kolonia i Chmielnik-Kolonia  I. Według Narodowego Spisu Powszechnego z roku 2011 wieś liczyła 408 mieszkańców.
Wierni Kościoła rzymskokatolickiego należą do parafii Nawrócenia św. Pawła Apostoła w Bełżycach.